# Onimantie
Die Onimantie oder Nagelschau ist eine Gattung der zeremoniellen Magie und wird dem Bereich der Goëtie zugerechnet. Sie ist eine Art der „Magie specularia“ und zählt zu den hellseherischen Divinationen.

## Praktiken
Ihre Faszination besteht durch das Fixieren eines dunkel gefärbten Daumennagels, dieser wurde mittels einer Mischung von Öl und Ruß gefärbt. Durch das Sonnenlicht oder einer brennenden Kerze reflektiert das Licht auf der bestrichenen Nageloberfläche. Der Betrachter fokussierte seinen Blick auf die reflektierenden Strahlen und sollte nun bestimmte Gesichter oder symbolische Bilder wahrnehmen. Diese Sinnestäuschung  sollte nun die an das Medium gestellten Fragen beantworten.
Eine Abwandlung stellt die sogenannte Krystallomantie dar, bei dieser beschriebenen Art wird dem Orakel dickflüssige Tinte in die Hand gegossen. Die sich in der Hand formenden Gebilde dienten zur hellseherischen Deutung der Zukunft. Darüber hinaus wird berichtet, dass die Hand eines jungen Knaben mit Öl und Ruß bestrichen wurde, dann folgte eine Geisterbeschwörung und in der Hand erschienen die verlangten Antworten.
Aus dem Orient wird über Scheich Ab del Kadere berichtet, der ein Meister in der Ausübung der Onimantie gewesen sein soll, er wandte folgendes Verfahren an: Er wählte einen noch nicht mannbaren Knaben oder eine Jungfrau, eine schwangere Frau oder eine schwarze Sklavin aus. Der auserwählten Person zeichnete er in die rechte Hand mit schwarzer Tinte ein Viereck und führt kleinere Quadrate ein. In diese Quadrate trug er neun Ziffern ein, in dem großen mittleren und freien Rechteck goss er so viel schwarze Tinte ein, dass sich ein Pistolenkugel großer Fleck bildete. Das Individuum  musste nun in diesen kugelförmigen Fleck schauen und sich fest auf diesen konzentrieren. Zuvor hatte der Magier auf einem schmalen Stück Papier ein arabischer Zauberspruch aufgeschrieben, die vermutlich aus einem Kapitel des Koran stammte. Das beschriebene Papier wurde in sechs kleine Stücke zerschnitten, die Person setzte sich auf einen Stuhl und wurde von der anwesenden Gesellschaft umkreist. Der Meister stellte ein Becken mit glühender Kohle auf und gab dort von Zeit zu Zeit Weihrauch hinein.